# Polana solida
Polana solida är en insektsart som beskrevs av Delong 1979. Polana solida ingår i släktet Polana och familjen dvärgstritar. Inga underarter finns listade i Catalogue of Life.